# Всех за борт (фильм)
«Всех за борт» (англ. Going Overboard) — американская комедия Валери Брейман. Кинодебют Адам Сэндлера. В картине также сыграли Берт Янг, Билли Зейн, Терри Мур и Билли Боб Торнтон.

## Сюжет
Шекки Московиц мечтает стать знаменитым эстрадным комиком. Он шутит по любому поводу. В круиз отправляется океанский лайнер, на котором будет проходить конкурс «Мисс Вселенная», Шекки пробирается на корабль, чтобы смешить пассажиров, но место комика занято Дикки Даймондом, который по мнению Шекки бездарный артист.
Шекки начинает работать официантом — с надеждой, что вскоре займет место комика. И однажды Дикки Даймонд исчезает. Заняв место у микрофона, Шекки Московиц имеет успех, но именно в этот момент лайнер захватывают террористы, которых прислал генерал Мануэль Норьега, чтобы они убили «Мисс Австралию».

## В ролях
| Актёр             | Роль                    |
| ----------------- | ----------------------- |
| Адам Сэндлер      | Шекки Московиц          |
| Берт Янг          | генерал Мануэль Норьега |
| Билли Зейн        | Кинг Нептун             |
| Терри Мур         | Мистрисс                |
| Билли Боб Торнтон | Дэйв                    |
| Скотт ЛаРоуз      | Дикки Даймонд           |
| Лиза Коллинз      | Эллен                   |
| Том Ходжис        | Боб                     |